# Fire Power (album)
Fire Power è il terzo album dei Legs Diamond, pubblicato nel 1979 per l'etichetta discografica Cream Records.

## Tracce
1. The Underworld King (Diamond, Romeo) 3:39
2. More Than Meets the Eye (Patto) 2:59 (Boxer Cover)
3. You've Lost That Lovin' Feelin' (Mann, Spector, Weil) 3:33 (The Righteous Brothers Cover)
4. Remember My Name (Romeo) 4:36
5. Chicago (Diamond, Romeo) 3:05
6. Midnight Lady (Diamond, Prince) 3:42
7. Help Wanted (Bond) 3:30
8. Come With Me (Romeo) 4:08
9. Tragedy (Diamond, Romeo) 3:25
10. Man at the Top (Prince) 3:53

### Bonus track
- 11. Teaser (Bolin, Cook) 4:43 (Tommy Bolin Cover)
- 12. It Takes More Than Soul (To Rock and Roll) (Diamond, Prince) 3:00

## Formazione
- Rick Sanford - voce, flauto
- Roger Romeo - chitarra solista, cori
- Mike Prince - chitarra ritmica, tastiere, cori
- Michael Diamond - basso
- Jeff Poole - batteria, percussioni